# Nuoto artistico ai campionati mondiali di nuoto 2022 - Duo (programma libero)
Il concorso del duo (programma libero) ai campionati mondiali di nuoto 2022 si è svolto il 21 e 23 giugno 2022 presso lo stadio del nuoto Alfréd Hajós di Budapest.

## Calendario
Il turno preliminare è iniziato il 21 giugno 2022 alle ore 9:00.
La finale è iniziata il 23 giugno alle ore  16:00.

## Risultati
In verde sono segnati i finalisti
| Pos. | Atleta        | Nazione                                      | Preliminari | Preliminari | Finale  | Finale |
| Pos. | Atleta        | Nazione                                      | Punti       | Pos.        | Punti   | Pos.   |
| ---- | ------------- | -------------------------------------------- | ----------- | ----------- | ------- | ------ |
| Oro  | Cina          | Wang Liuyi Wang Qianyi                       | 94.5667     | 1           | 95.5667 | 1      |
| Oro  | Ucraina       | Maryna Aleksiiva Vladyslava Aleksiiva        | 94.0000     | 2           | 94.1667 | 2      |
| Oro  | Austria       | Anna-Maria Alexandri Eirini-Marina Alexandri | 92.0667     | 3           | 92.8000 | 3      |
| 4    | Italia        | Linda Cerruti Costanza Ferro                 | 90.5333     | 4           | 91.3333 | 4      |
| 5    | Spagna        | Alisa Ozhogina Iris Tió                      | 89.9667     | 5           | 90.6667 | 5      |
| 6    | Grecia        | Sofia Malkogeorgou Evangelia Platanioti      | 89.3667     | 6           | 89.7000 | 6      |
| 7    | Messico       | Nuria Diosdado Joana Jiménez                 | 87.5333     | 7           | 88.0333 | 7      |
| 8    | Paesi Bassi   | Bregje de Brouwer Marloes Steenbeek          | 86.8000     | 8           | 87.4667 | 8      |
| 9    | Stati Uniti   | Megumi Field Natalia Vega                    | 86.6667     | 9           | 87.0000 | 9      |
| 10   | Israele       | Eden Blecher Shelly Bobritsky                | 85.6000     | 10          | 85.6000 | 10     |
| 11   | Regno Unito   | Kate Shortman Isabelle Thorpe                | 84.9000     | 11          | 84.8667 | 11     |
| 12   | Germania      | Marlene Bojer Michelle Zimmer                | 82.8000     | 12          | 82.9333 | 12     |
| 13   | Svizzera      | Ilona Fahrni Babou Schupbach                 | 81.4000     | 13          |         |        |
| 14   | Uzbekistan    | Diana Onkes Ziyodakhon Toshkhujaeva          | 81.3333     | 14          |         |        |
| 15   | Corea del Sud | Hur Yoon-seo Lee Ri-young                    | 80.9000     | 15          |         |        |
| 16   | Portogallo    | Maria Gonçalves Cheila Vieira                | 79.3333     | 16          |         |        |
| 17   | San Marino    | Jasmine Verbena Jasmine Zonzini              | 79.1333     | 17          |         |        |
| 18   | Brasile       | Laura Miccuci Anna Veloso                    | 78.8667     | 18          |         |        |
| 19   | Rep. Ceca     | Karolína Klusková Aneta Mrázková             | 77.0667     | 19          |         |        |
| 20   | Serbia        | Sofija Džipković Jelena Kontić               | 76.5667     | 20          |         |        |
| 21   | Egitto        | Farida Abdelbary Hana Hiekal                 | 76.1333     | 21          |         |        |
| 22   | Colombia      | Melisa Ceballos Estefania Roa                | 75.5333     | 22          |         |        |
| 23   | Croazia       | Antonija Huljev Klara Šilobodec              | 74.1000     | 23          |         |        |
| 24   | Argentina     | Luisina Caussi Camila Pineda                 | 74.0667     | 24          |         |        |
| 25   | Svezia        | Anna Hogdal Clara Ternström                  | 73.0667     | 25          |         |        |
| 26   | Australia     | Pam Kurosawa Zoe Poulis                      | 70.8667     | 26          |         |        |
| 27   | Turchia       | Selin Telci Ece Üngör                        | 70.2333     | 27          |         |        |
| 28   | Thailandia    | Pongpimporn Pongsuwan Supitchaya Songpan     | 69.0000     | 28          |         |        |
| 29   | Cuba          | Gabriela Alpajon Stephany Urbina             | 68.5333     | 29          |         |        |
| 30   | Aruba         | Maria Salazar Melanie Tromp                  | 67.6667     | 30          |         |        |
| 31   | Costa Rica    | Andrea Maroto Raquel Zúñiga                  | 66.4000     | 31          |         |        |
| 32   | Sudafrica     | Skye MacDonald Xera Vegter                   | 65.2333     | 32          |         |        |
| 33   | Malta         | Thea Blake Ana Culic                         | 65.2000     | 33          |         |        |
| –    | Nuova Zelanda | Eva Morris Eden Worsley                      | dns         | dns         | dns     | dns    |
| –    | Singapore     | Debbie Soh Miya Yong                         | dns         | dns         | dns     | dns    |